# Solfrid Heier
Solfrid «Winnie» Heier (* 20. September 1945) ist eine norwegische Schauspielerin und Sängerin.

## Leben
Heier wurde in Norwegen durch ihre zahlreichen Auftritte in Film und Fernsehen. So spielte sie unter anderem in den Filmen Skjær i sjøen, Balladen om Ole Høiland, Brent jord, Krigerens hjerte und Ute av drift!. Sie debütierte im Theater mit 17 Jahren am Oslo Nye Teaters in dem Musical «Dikter i ulvepels», und trat anschließend auch im Riksteateret, Trøndelag teater, Chateau Neuf und am Stockholms Stadsteater in auf. Heier hatte auch mehrere Auftritte und Gastrollen in den norwegischen Fernsehserien, wie in Karl & Co, Hotel Cæsar und Mot i brøstet. In dem ersten Film Olsen-Banden der norwegischen Olsenbande-Filmreihe. spielte sie das Fotomodell Ulla, die Freundin von Bennys Fransen und trat in dem Film Olsenbanden jr. på Cirkus der norwegischen Olsen-Junior-Reihe, als Frau Flamingo auf. Von 2000 bis 2011 trat sie in der norwegischen Seifenoper Hotel Cæsar als Britt Brenne auf.
In den 1960er Jahren hatte Heier ihr erstes Plattendebüt unter ihren Künstlernamen «Winnie». Zum Melodi Grand Prix 1967, dem norwegischen Vorentscheidung-Wettbewerb zum Eurovision Song Contest  erreichte sie den 3. Platz mit dem Lied Skitur zusammen mit dem Musiker und Sänger Toril Støa Karseth. Heier hatte auch als Sängerin in Schweden einige Veröffentlichungen und Erfolge.
2007 trat sie als Schauspielerin in dem Theaterstück Der Alchimist, das auf den Roman von Paulo Coelho basiert, im Christiania Teater auf.

## Filmografie
- 1965: Skjær i sjøen
- 1969: Olsen-Banden
- 1969: Brent jord
- 1970: Balladen om mestertyven Ole Høiland
- 1974: Under en steinhimmel
- 1992: Krigerens hjerte
- 1994: Ute av drift!
- 2005: Olsenbanden jr. på Cirkus
- 2009: Karl III
- 2000–2011: Hotel Cæsar
- 2014: Neste Sommer

## Diskografie
- 1965: «Tänk om han säger nej»/«Usla karl» (Karusell KFF 625)